# Adam Balažovič
Adam Balažovič (* 16. prosince 1986 České Budějovice) je český stand-up komik, scenárista a herec.

## Život
Narodil se 16. prosince 1986 v Českých Budějovicích. Na gymnáziu začal působit v uměleckém spolku Arte della Tlampač, stále se spolku věnuje. Na Karlově Univerzitě získal v roce 2013 bakalářský titul. Herecký debut zažil v roce 2010 v nezávislém filmu Tvrdá pomsta, který režíroval společně s Tomáš Plhoněm. Se svými stand-upy začal vystupovat v pořadu Underground Comedy a poté i v Comedy Clubu. V roce 2018 spolupracoval na scénáři pořadu Branky, body, kokoti. V roce 2020 si zahrál v jedné epizodě seriálu Modrý kód. Od roku 2022 pracuje pro Českou televizi.

## Filmografie

### Televize
- 2010 – Tvrdá pomsta
- 2014 – Underground Comedy
- 2016 – Comedy Club
- 2020 – Modrý kód (1 epizoda)

### Režie
- 2010 – Tvrdá pomsta

### Scenáristika
- 2018 – Branky, body, kokoti